# Metriochroa carissae
Metriochroa carissae is een vlinder uit de familie mineermotten (Gracillariidae). De wetenschappelijke naam van deze soort is voor het eerst geldig gepubliceerd in 1963 door Vári.
De soort komt voor in tropisch Afrika.